# ويليام وود
ويليام وود (بالإنجليزية: William Wood)‏ (1 يناير 1900 بستوك أون ترينت في المملكة المتحدة - ) هو لاعب كرة قدم بريطاني في مركز الهجوم. لعب مع ستوك سيتي وAberdare Athletic F.C. ‏.